# Liezel Huber
Liezel Horn Huber, född 21 augusti 1976 i Durban, Sydafrika, är en sydafrikansk/amerikansk högerhänt före detta professionell tennisspelare med störst framgångar i dubbel.

## Tenniskarriären
Liezel Huber blev professionell spelare på WTA-touren i april 1993 och har fram till augusti 2007 vunnit 21 WTA dubbeltitlar och 11 ITF-dubbeltitlar. Däremot har hon inte vunnit någon singeltitel. Bland dubbelmeriterna finns fyra titlar i Grand Slam (GS) -turneringar. Hon rankades som bäst som nummer 131 i singel (1999) men har en betydligt förnämligare dubbelranking (nummer 2 i augusti 2007). Hon har spelat in 2 226 870 US dollar i prispengar. 
Sin första GS-dubbeltitel vann Huber tillsammans med Cara Black i Wimbledonmästerskapen 2005. I finalen besegrade de Svetlana Kuznetsova/Amelie Mauresmo (6-2, 6-1). Säsongen 2007 har paret Huber/Black till augusti vunnit dubbeltitlarna i Australiska öppna (finalseger över paret Chan Yung-jan/Chuang Chia-jung, 6-4, 6-7, 6-1) och Wimbledonmästerskapen (finalseger över paret Katarina Srebotnik/Ai Sugiyama, 3-6, 6-3, 6-2).  
Liezel Huber deltog i det sydafrikanska Fed Cup-laget 2003.

## Spelaren och personen
Liezel Huber, som är uppväxt i Sydafrika, gifte sig 2000 med landsmannen Tony Huber som också är hennes tränare. Paret är bosatt i Houston, USA sedan 2004. Hon började spela tennis redan som 5-åring och utvecklades tidigt till en typisk baslinjespelare. Hennes bästa slag är forehand och hon föredrar spel på hardcourtbanor. 
Huber har bildat en egen ekonomisk fond (Liezels Cause) som hjälper offren för orkanerna Katrina och Rita. 

## Grand Slam-titlar
- Australiska öppna
  - Dubbel - 2007 (med Cara Black)
- Wimbledonmästerskapen
  - Dubbel - 2005 och 2007 (med Cara Black)
- US Open
  - Dubbel - 2008 (med Cara Black)
  - Mixed dubbel - 2010 (med Bob Bryan)
- Franska öppna
  - Mixed dubbel - 2009 (med Bob Bryan)

## Övriga WTA-titlar
- Dubbel
  - 2007 - Paris [Inomhus], Antwerpen, Dubai, San Diego (alla med Cara Black)
  - 2006 - Bangalore, Kolkata (båda med Sania Mirza), Strasbourg (med Martina Navratilova)
  - 2005 - Rom (med Cara Black)
  - 2004 - Hyderabad (med Sania Mirza)
  - 2003 - Miami, Warszawa (båda med Magdalena Maleeva), Sarasota (med Martina Navratilova), Madrid (med Jill Craybas), Linz (med Ai Sugiyama)
  - 2002 - Auckland (med Nicole Arendt)
  - 2001 - Tokyo [Princess Cup] (med Cara Black), Tokyo [Japan Open] (med Rachel McQuillan), Shanghai (med Lenka Nemeckova).